# Louis Jean Dessaubaz
Louis Jean Dessaubaz, né le 25 août 1737 à Versailles (Yvelines), mort le 12 novembre 1806 à Douai (Nord), est un général de brigade de la Révolution française.
C'est le deuxième enfant d'un père Suisse de nation, établi à Versailles comme garde suisse du duc de Châtillon. Il est ainsi baptisé le jour de sa naissance dans l'église Notre-Dame de Versailles. Ses deux sœurs sont aussi nées et baptisées dans cette paroisse (en 1736 et 1739).
Il est marchand épicier à Versailles à la suite de son père. Le 19 mai 1774, il s'y marie avec Marguerite Louise Edmée Morin, fille d'un maître charpentier de Versailles. Ils ont deux filles avant le décès de cette première épouse en 1781. Il demeure alors à Paris où il se remarie le 9 avril 1785 avec Geneviève Bagard. Elle décède en 1795 et il se marie une dernière fois avec Marguerite Brun qui sera son épouse jusqu'à sa mort.

## États de service
Il entre en service en 1753, au régiment suisse de Courten, dans lequel il sert jusqu’en 1756.
Il retourne à la vie civile avant de s'engager à nouveau dans la garde nationale.
Il est nommé brigadier le 30 septembre 1791, puis le 19 juillet 1792, il rejoint la légion de Kellermann comme lieutenant. Le 9 décembre 1792, il est nommé capitaine dans cette unité, devenue légion de la Moselle. Il est promu général de brigade le 27 janvier 1794 et il est admis à la retraite le 11 septembre 1794.
Rappelé à l’activité, il est commandant de la place Douai puis, le 4 novembre 1797, il est désigné pour prendre le commandement de la place de Dunkerque où il est remplacé le 18 mars 1798. Le 30 octobre 1798, il devient chef du 5e escadron de gendarmerie à Aurillac.